# Wehrbleck
Wehrbleck község Németországban, Alsó-Szászországban, a Diepholzi járásban. Lakosainak száma 758 fő (2023. december 31.).

## Földrajza
Wehrbleck Varrel és Sulingen községekkel határos.